# Vicherey
Vicherey – miejscowość i gmina we Francji, w regionie Grand Est, w departamencie Wogezy.
Według danych na rok 1990 gminę zamieszkiwały 213 osoby, a gęstość zaludnienia wynosiła 36 osób/km² (wśród 2335 gmin Lotaryngii Vicherey plasuje się na 832. miejscu pod względem liczby ludności, natomiast pod względem powierzchni na miejscu 928.).